# Josef Matzerath
Joseph Matzerath (né le 11 décembre 1956 à Linnich) est un historien allemand et professeur d'université.

## Biographie
Matzerath étudie l'histoire et la philosophie à l'Université de Bonn. Au même endroit, il obtient son doctorat en 1990 avec une thèse dirigée par Gerhard Wirth (de) sur l'archéologue Albert Schwegler. Depuis 1993, il travaille comme chercheur associé à la chaire d'histoire de l'État de Saxe à l'Université technique de Dresde, où il est habilité en 2003 avec une thèse sur l'épreuve de noblesse de la modernité et est depuis nommé professeur auxiliaire d'histoire moderne.

## Activité scientifique
Dans ses recherches, Matzerath traite de trois domaines principaux : un accent scientifique est mis sur l'histoire de la noblesse allemande, avec un accent particulier sur la recherche sur la noblesse à l'ère moderne : la formation sociale de la noblesse ne s'est pas dissoute au cours des 150 dernières années, bien que selon aux théories sociologiques actuelles (théorie de la modernisation, Karl Marx, Max Weber, Niklas Luhmann) aurait dû le faire. D'autre part, elle s'est déconcrétisée : d'une part, les nobles sont actifs dans des domaines dominés par des appareils fonctionnels sociaux (partis, corporations, institutions culturelles). En revanche, dans la vie privée et dans leurs temps libres, les aristocrates modernes cultivent les conventions de leur groupe et chérissent les souvenirs de leurs propres familles. En soulignant que leurs ancêtres appartenaient déjà à une formation dirigeante à l'ère pré-moderne, les aristocrates de l'ère moderne revendiquent un argument de vente unique - une revendication que les élites modernes ne peuvent atteindre, ni par la richesse acquise, ni par le pouvoir acquis, ni par le savoir accumulé.
Un autre axe de recherche de Matzerath est l'histoire des parlements à l'époque moderne, notamment en Saxe : après la fin des cours princières, les parlements sont l'un des rares lieux centraux de la société moderne. En Allemagne, le parlement de l'État saxon présente l'une des continuités les plus notables, remontant de l'ère moderne à la fin du Moyen Âge en passant par l'assemblée du domaine moderne. Néanmoins, les parlements (électoraux) des Länder saxons sont aussi des institutions dont le caractère change d'une époque à l'autre. Sur ce sujet, Matzerath, en coopération avec le parlement de l'État saxon, écrit une série en plusieurs volumes sur l'histoire des représentations du peuple saxon intitulée Aspects de l'histoire du parlement de l'État saxon. Avec l'historien médiéval de Dresde Uwe Israel (de), il écrit un aperçu de l'histoire parlementaire saxonne,, qui est publié en 2019.
Le troisième axe de recherche majeur de Matzerath est l'histoire de la nutrition. Semblable à l'histoire de l'art ou de la musique, le développement esthétique du domaine de la nutrition doit également être recherché. Jusqu'à présent, cela ne s'est guère produit en Allemagne. Matzerath accorde une attention particulière à la cuisine gastronomique – car ici, il y a encore plus de similitudes européennes que de différences nationales. L'art de la cuisine travaille toujours avec des produits régionaux qu'on ne trouve guère dans l'industrie alimentaire. Contrairement aux idées reçues, cet art culinaire ne s'est jamais retrouvé exclusivement en France en Europe, mais est déjà répandu dans les cours princières de tous les pays à l'époque pré-moderne. Vers 1900, l'esthétique culinaire se concentre beaucoup plus qu'aujourd'hui sur la composition d'un menu dans lequel les plats des différents plats devaient être coordonnés. Il y a encore 100 ans, le grand art culinaire n'est pas ouvert aux offres de l'industrie alimentaire, mais repose sur la transformation manuelle de produits de saison de la plus haute qualité possible. Matzerath veut montrer cela pour l'Allemagne en utilisant l'exemple de Dresde - même pour la période précédant la publication du guide de cuisine d'époque d'Auguste Escoffier. Matzerath se consacre à l'histoire de l'alimentation en Saxe en collaboration avec le ministère saxon de l'environnement et de l'agriculture (de) et l'association « Ernahrungsgeschichte in Sachsen e. V “.

## Publications

### Histoire de la noblesse
- Adelsprobe an der Moderne. Sächsischer Adel 1763 bis 1866. Entkonkretisierung einer traditionalen Sozialformation. Stuttgart 2006.  (ISBN 3-515-08596-3).
- Der Schritt in die Moderne. Sächsischer Adel zwischen 1763 und 1918, gemeinsam herausgegeben mit Silke Marburg. Köln/Weimar/Wien 2001.  (ISBN 3-412-12600-4).
- Der sächsische König und der Dresdner Maiaufstand. Tagebücher und Aufzeichnungen aus der Revolutionszeit 1848/49. Köln/Weimar/Wien 1999.  (ISBN 978-3-412-15098-3).
- Geschichte des sächsischen Adels, gemeinsam herausgegeben mit Katrin Keller. Köln/Weimar/Wien 1997.  (ISBN 3-412-16396-1).

### Histoire parlementaire
- Aspekte sächsischer Landtagsgeschichte. 11 Bde. Dresden 1998–2015. DNB 964520257.
- Die drei Dresdner Parlamente. Die sächsischen Landtage und ihre Bauten. Indikatoren für die Entwicklung von der ständischen zur pluralisierten Gesellschaft, gemeinsam mit Andreas Denk (de). Wolfratshausen 2000.  (ISBN 978-3-932353-44-4).
- mit Uwe Israel (de): Geschichte der sächsischen Landtage. Jan Thorbecke Verlag, Ostfildern 2019,  (ISBN 978-3-7995-8465-4) (Sonderausgabe der Sächsischen Landeszentrale für politische Bildung, Dresden 2019).

### Histoire de la nutrition
- Sächsischer Pudding. Europäische Kochkunst und ihre Transmissionsriemen, in: Simona Brunetti/ Josephine Klingebeil-Schieke/ Chiara Maria Pedron/ Marie-Christin Piotrowski/ Antonella Ruggeri/ Rebecca Schreiber (Hrsg.): Versprachlichung von Welt – Il mondo in parole. Festschrift zum 60. Geburtstag von Maria Lieber, Tübingen 2016, S. 475–496.  (ISBN 978-3-95809-441-3).
- Franz Walcha: Der praktische Koch, Dresden 1819. Anleitung, alle Arten von Speisen nach französischem, deutschem und englischem Geschmacke zu bereiten, herausgegeben unter Mitarbeit von Marco Iwanzeck und Angelika Rakowski (= Land kulinarischer Tradition. Ernährungsgeschichte in Sachsen. Reihe B – Monumenta Saxoniae Culinaria, 2). Ostfildern 2014.  (ISBN 978-3-7995-0644-1).
- Johann Deckardt (weiland Churf. Sächß. Küchenschreiber zu Dreßden): New Kunstreich und Nützliches Kochbuch, Leipzig 1611. Ein schönes nützliches vnndt köstliches Kochbuch Vor Fürstliche personenn, gemeinsam herausgegeben mit Georg Jänecke (= Land kulinarischer Tradition. Ernährungsgeschichte in Sachsen. Reihe B – Monumenta Saxoniae Culinaria, 3). Ostfildern 2014.  (ISBN 978-3-7995-0645-8).
- Hofmenüs für heute. Rezepte vom Dresdner Hof nachgekocht von sächsischen Köchen und Patissiers, gemeinsam herausgegeben mit Wolfram Siebeck (de) und Georg W. Schenk. Ostfildern 2013 (= Land kulinarischer Tradition. Ernährungsgeschichte in Sachsen. Reihe A – Tradition für die Zukunft, Bd. 1).  (ISBN 978-3-7995-0503-1).
- Produktküche. Europäische Kochkunst aus der feinen Küche des Dresdner Hofes, gemeinsam mit Volkhard Nebrich. Ostfildern 2013. (= Land kulinarischer Tradition. Ernährungsgeschichte in Sachsen. Reihe A – Tradition für die Zukunft, Bd. 2/I).  (ISBN 978-3-7995-0506-2).
- Produktküche – Süßspeisen, Gebäck und Getränke, gemeinsam mit Volkhard Nebrich. Ostfildern 2013. (= Land kulinarischer Tradition. Ernährungsgeschichte in Sachsen. Reihe A – Tradition für die Zukunft, Bd. 2/II).  (ISBN 978-3-7995-0507-9).
- Tafelkultur – Dresden um 1900, gemeinsam herausgegeben mit Annemarie Niering. Ostfildern 2013. (= Land kulinarischer Tradition. Ernährungsgeschichte in Sachsen. Reihe A – Tradition für die Zukunft, Bd. 3).  (ISBN 978-3-7995-0519-2).
- Ernst Max Pötzsch: Vollständige Herrschaftsküche des Kronprinzen von Sachsen. Herausgegeben unter Mitarbeit von Georg Jänecke, Mechthild Herzog und Hannah Aehle. Ostfildern 2013. (= Land kulinarischer Tradition. Ernährungsgeschichte in Sachsen. Reihe B – Monumenta Saxoniae Culinaria, Bd. 1).  (ISBN 978-3-7995-0512-3).

### Autres publications
- Albert Schwegler (1819–1857). Sigmaringen 1993,  (ISBN 3-7995-3231-5).
- mit Uwe John (de) (Hrsg.): Landesgeschichte als Herausforderung und Programm. Festgabe für Karlheinz Blaschke (de) zum 70. Geburtstag. Stuttgart 1997,  (ISBN 3-515-07212-8).
- mit Alexander Kästner (Hrsg.): Mehr als Krieg und Leidenschaft. Die filmische Darstellung von Militär und Gesellschaft der Frühen Neuzeit (= Militär und Gesellschaft in der Frühen Neuzeit. 15, H. 2). Potsdam 2011,  (ISBN 3-86956-168-8).